# Mad2

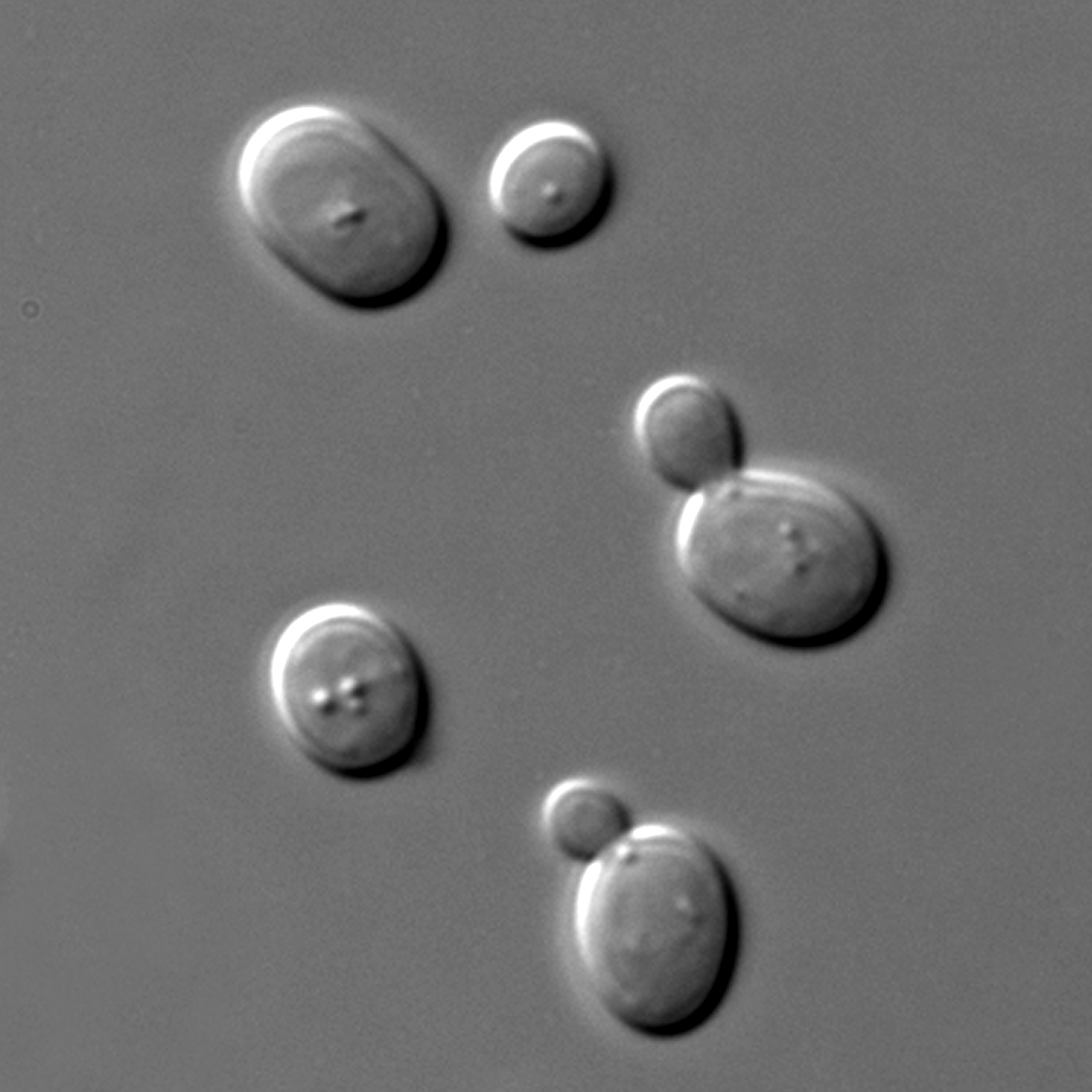
Saccharomyces cerevisiae под микроскопом

 Mad2  (митотический дефицитный блокатор 2) является важным белком контрольной точки веретена деления. Система контрольной точки веретена деления является системой регулирования, сдерживающей прогрессирование перехода от метафазы к анафазе. Ген Mad2 был впервые выявлен в дрожжах S. cerevisiae в скрининге для генов, мутированных для придания им чувствительности к ядам микротрубочек. Человеческие ортологи Mad2 (MAD2L1 и MAD2L2) были впервые выделены в поисках человеческих кДНК, которые спасают микротрубочки  ядочувствительного штамма дрожжей, в котором отсутствовал белок, связывающий кинетохор. Было показано, что белок был представлен в одиноких кинетохорах, и исследование ингибирования антител показало, что он имеет важное значение для выполнения блока  перехода от метафазы к анафазе в ответ на отравление микротрубочек нокодазолом. После выделения ортолога  Xenopus Laevis , подобного  человеческим последовательностям, появилась возможность охарактеризовать митотическую контрольную точку в экстрактах яиц.

## Переход от метафазы к анафазе

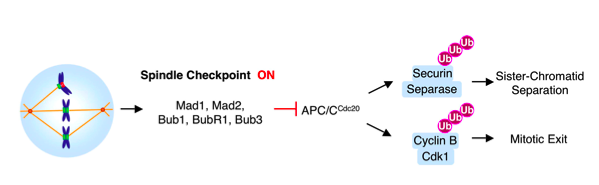
Для ответа не биориентированым кинетохорам контрольная точка включена. APC/Cdc20 остаются неактивными, предотвращая разложение секурина и активацию сепаразы.

Прогрессирование от метафазы к анафазе отмечается разделением сестринских хроматид. Механизм слежения клеточного цикла, который предотвращает разделение сестринских хроматид и переход в анафазу называется контрольной точкой веретена деления. В качестве меры против ошибок хромосом, контрольная точка сборки веретена деления (SАС) задерживает анафазу, пока все пары сестринских хроматид не будут биполярно приложены.
После того, как микротрубочки присоединены к кинетохорам, хромосомы выравниваются на метафазной пластине и достигается биориентации, механизм остановки SAC удаляется. Вход в анафазу опосредуется активацией APCCdc20. APCCdc20 является убиквитинпротеинлигазой, которая метит белок, секурин для уничтожения. Уничтожение секурина освобождает и активирует сепаразу. Сепараза, связанная с секурином остается блокированной; однако, когда ингибирование освобождено, активированная сепараза расщепляет комплекс кохезина, который связывает сестринские хроматиды вместе.
Без Cdc20, комплекс стимуляции анафазы  (APC) не может активироваться и анафаза не наступает. Mad2, как было показано, ингибируют активность APC путём прямого физического взаимодействия  в тройном комплексе с Cdc20. Кинетохоры, к которым остаются привязаны  микротрубочки, катализируют секвестр Cdc20 с помощью Mad2. В самом деле, когда в метафазе клетки млекопитающих обрабатывают агент, деполимеризующий веретено деления, нокодазол, белки MAD2 становятся локализованными на кинетохорах всеми парами сестринских хроматид.

## Конформеры Mad2
Mad2 способен образовывать мультимеры и принимает по меньшей мере две структурных конформации. Открытый Mad2 отличается от закрытого Mad2 в позиционировании 50 остатков С-концевого сегмента. Этот комлпекс плотно прижимается к правой стороне белка в открытой конформации. После ослабления, сегмент может быть повторно установлен партнером связывания. В закрытой конформации, "ремень безопасности" обтекает связанный лиганд и взаимодействует с другой областью Mad2. Связывающими партнерами Mad2 могут быть либо Cdc20 либо Mad1. Mad1 и Cdc20 связывают Mad2 идентичным образом. Mad2 использует один и тот же сайт для связывания либо Mad1 либо Cdc20 и, таким образом, может связывать только один из двух белков одновременно.

## Активация Mad2 в контрольной точке сборки веретена деления

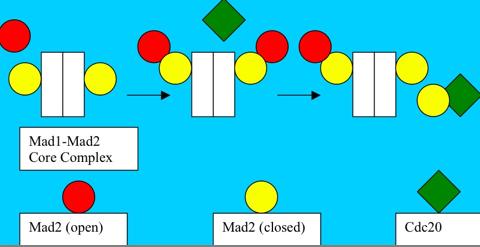
Модель: Mad2 уже связан с Mad1 — рецептором для свободного открытого Mad2. Открытый Mad2 связывает Cdc20 и затем диссоциирует и может “развести” впоследствии закрытый Mad2:Cdc20 останавливая сигналы.

Так как одинокие кинетохоры устанавливют и  поддерживают SAC, Mad2 рекрутируется для предотвращения от разделения этих неупорядоченных сестринских хроматид. Когда процесс  торможения контрольных точек активирован, Mad2 связывает Mad1, формируя замкнутый Mad2-Mad1 комплекс. Учитывая, что Mad1:Mad2 — устойчивый комплекс и CDC20 и MAD1 связывает Mad2 в том же самом сайте связывания, то крайне маловероятно, что закрытый Mad2 освободит Mad1 для связывания с Cdc20.
Модель, объясняющая  конформацию Mad2, способную связываться с Cdc20, опирается на первичность формирование основного комплекса Mad1-Mad2. В этой модели, внешний открытый Mad2 рекрутируется в матрицу Mad1: Mad2. Это Mad2: Mad2 взаимодействие необходимо, чтобы разрешить конформационные изменения, которые позволяют периферии, связанной с открытым Mad2, взаимодействовать с Cdc20. Cdc20: Mad2 тогда распадается и Mad1:Mad2 может снова связывать свободный цитозольный Mad2.
Предполагается, что когда-то образованные Cdc20:Mad2 комплексы могут усиливать сигнал ожидания анафазы, стимулируя дальнейшее преобразование цитозольного открытого Mad2 и свободного Cdc20 в  Cdc20: закрытый Mad2 комплекс. Эта диффузии распространения сигнала от кинетохорных комплексов может объяснить, как вакансия только одного крошечного сайта кинетохора может полностью закрыть переход от метафазы к анафазе.

## Будущие цели исследований
Многое ещё предстоит объяснить о сигнализации контрольной точки веретена деления и вклад других сборочных белков контрольной точки веретена деления, таких как Bub1, BubR1 и Bub3. BubR1 и Bub3 также могут образовывать комплексы с Cdc20, но это ещё предстоит увидеть, если этим белкам облегчить связывания Cdc20 с открытым Mad2.
Также весьма неясно, как p31comet противодействует контрольной точке и способствует диссоциации Mad2-Cdc20. Де Антони и др. предполагают, что в сочетании с «матрицей Mad2», p31comet конкурирует с открытым Mad2 за связывание с закрытым Mad2: Mad1. Тестирование ведется для того, чтобы осветить, как p31comet может заставить замолчать контрольные точки веретена деления.